# Hôtel de Tapié
L'hôtel de Tapié est un hôtel situé à Caunes-Minervois, en France.

## Localisation
L'hôtel est situé sur la commune de Caunes-Minervois, dans le département français de l'Aude.

## Historique
L'édifice est inscrit au titre des monuments historiques en 1948.